# Cầu Phà
Cầu Phà là cây cầu nằm ở TP. Bắc Kạn, bắc qua sông Cầu. Cầu được xây dựng từ thời Pháp thuộc. Hiện tại, cây cầu kết nối thôn Phặc Tràng, xã Dương Quang và phường Nguyễn Thị Minh Khai với phường Sông Cầu - Đức Xuân.